# Track Records
Track Records es un sello discográfico fundado en 1966 por Kit Lambert, Chris Stamp y Pete Townshend.

## Historia
Lambert y Stamp ya habían lidiado con los rígidos planteamientos de las compañías discográficas en un intento por liberar al grupo británico The Who de su contrato con el productor Shel Talmy y el sello Brunswick. De este modo, la creación de Track Records sirvió como vía de creatividad para el grupo, permitiendo a sus componentes una mayor libertad en los procesos de composición y grabación.
Track Records fue anunciado como el primer sello británico independiente, si bien la afirmación puede resultar confusa al no existir por entonces un sistema de distribución verdaderamente independiente. De este modo, Track Records acabaría por conformar un tándem empresarial junto a Polydor Records. 
Aun así, Track Records se convertiría en uno de los sellos discográficos de moda durante los últimos años de la década de los sesenta, con la contratación de artistas como Jimi Hendrix, Arthur Brown, John's Children, Marsha Hunt, Thunderclap Newman y The Heartbreakers. En 1968, el sello discográfico publicaría el álbum experimental de John Lennon y Yoko Ono Unfinished Music No.1: Two Virgins tras rechazar EMI su edición.
El álbum de 1974 de The Who Odds & Sods sería la última publicación del sello que alcanzaría las listas de éxitos. Un año más tarde, el grupo abandonaría la compañía y firmaría un contrato con Polydor Records, manteniendo un acuerdo para la distribución de los álbumes en Estados Unidos con MCA Records.
Tras la disolución del sello a finales de los años 70, sería resucitado en 1999 por el mánager de Big Country Ian Grant.

## Artistas del sello Track Records
- The Who
- Jimi Hendrix
- Arthur Brown
- John's Children
- Marsha Hunt
- Thunderclap Newman
- The Heartbreakers